# Mykání
Mykání je rozvolňování textilního materiálu až na jednotlivé vlákno za pomoci ostrých hrotů. Vlákna se při tom napřímí, urovnají do podélného směru a ukládají stejnoměrně vedle sebe ve formě pavučinky. Ve staročeštině toto slovo znamenalo obecně „rychle se pohybovat, škubat“, speciálně pak například „dávat znamení“, je příbuzné například s dnešními českými slovy zamykat či odemykat výmyk, smyk, vymykat se.

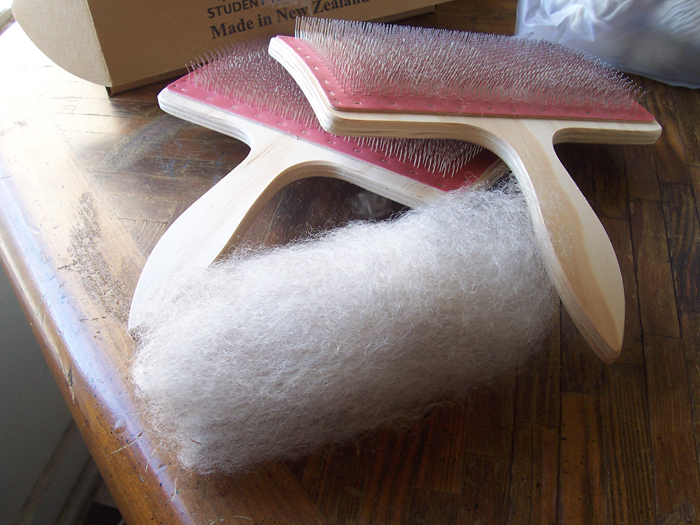
Mykání vlny k ručnímu předení

Během mykání se uvolňují a vylučují nečistoty a část krátkých vláken. Po původních nástrojích s použitím bodláků a ručních škrabek  s kovovými hroty nebo jehlami (poprvé popsaných koncem 13. století ve Francii) se v 18. století objevily první mykací stroje. Princip a hlavní pracovní orgány stroje se od té doby nezměnily a už více než 250 let se používají dva systémy: 
- Víčkové mykačky pro vlákna do délky cca 60 mm (bavlna a jemná umělá vlákna)
- Válcové mykací stroje (vlna, lýková vlákna, hrubší umělá vlákna)

Za první konstrukce mykacího stroje jsou považovány britské patenty z roku 1748:
Vynálezce Bourn sestrojil mykací zařízení se 4 ojehlenými válci vodorovně uloženými na stojanu, ze kterého se později vyvinul válcový stroj.
Základní prvky víčkové mykačky přinesl Lewis Paul s patentem na přístroj s ojehleným válcem, který se otáčel nad ojehleným korýtkem. Na tomto principu sestrojil Arkwright víčkový stroj (kopie na snímku vpravo) patentovaný v roce 1775.
Nejstarší patent na ocelové pilkové potahy mykacích orgánů pocházi z roku 1923 z Anglie.

## Víčkové mykací stroje

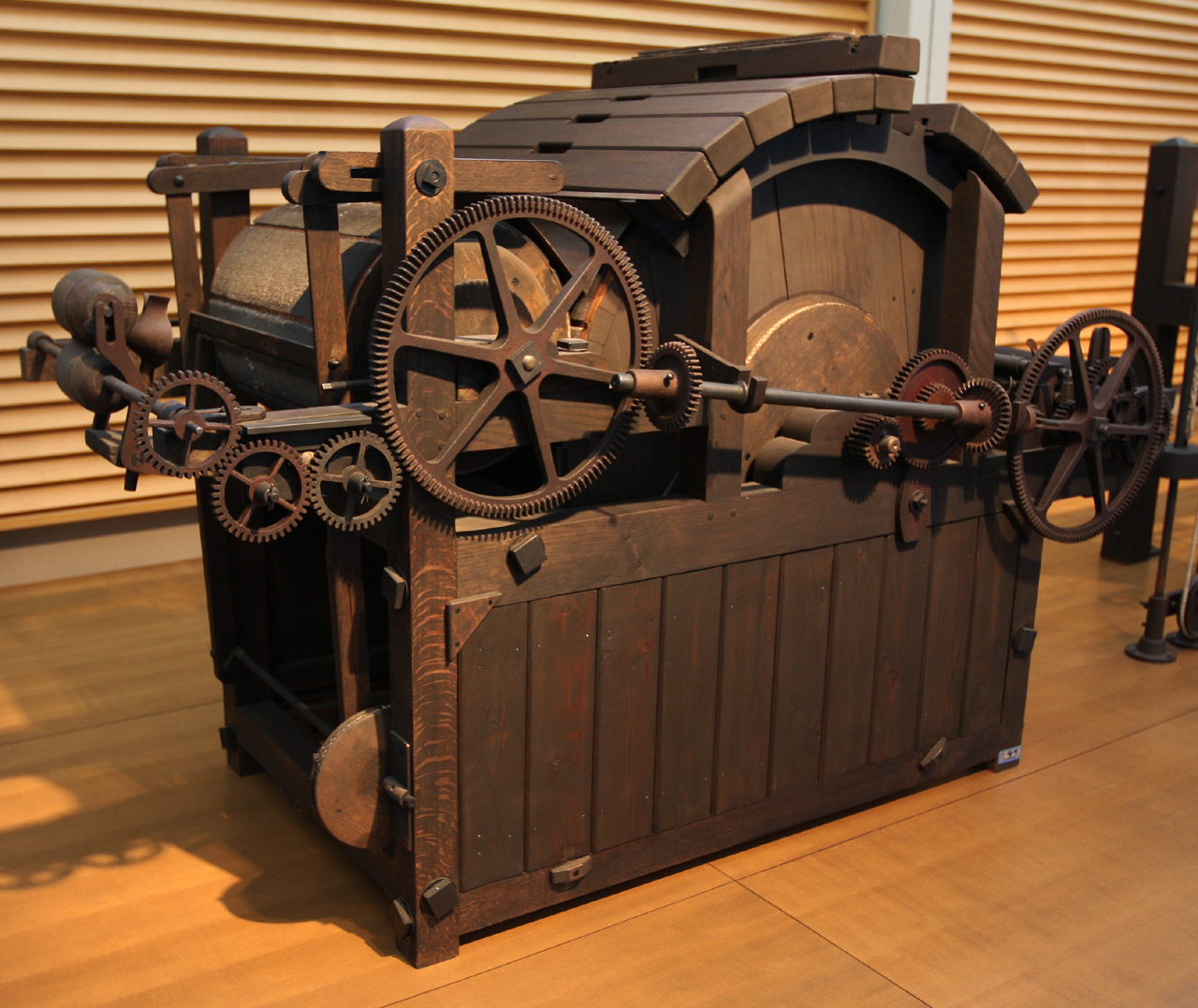
Kopie Arkwrightovy víčkové mykačky z roku 1775

Na prostředním snímku vpravo je víčkový stroj z 30. let 20. století:
Vlákenné rouno (1) se podává rozvolňovacímu válci (2). Drobné chomáčky vláken zbavené hrubších nečistot přebírá hlavní buben, tzv. tambur (3), nad ním se pozvolna pohybuje cca 100 víček (4) tak, že asi 40 z nich zůstává v pracovní poloze. Tambur a víčka jsou potaženy velmi jemnými ocelovými zoubky nebo drátky, jejichž špičky jsou od sebe usazeny na vzdálenost 0,15–0,30 mm, hustota zoubků je 50–100 na cm². Tambur přivádí vlákna k víčkům obvodovou rychlostí nejméně 10 m/sek., úzkou mezerou mezi mykacími povlaky mohou projít jen jednotlivá vlákna.

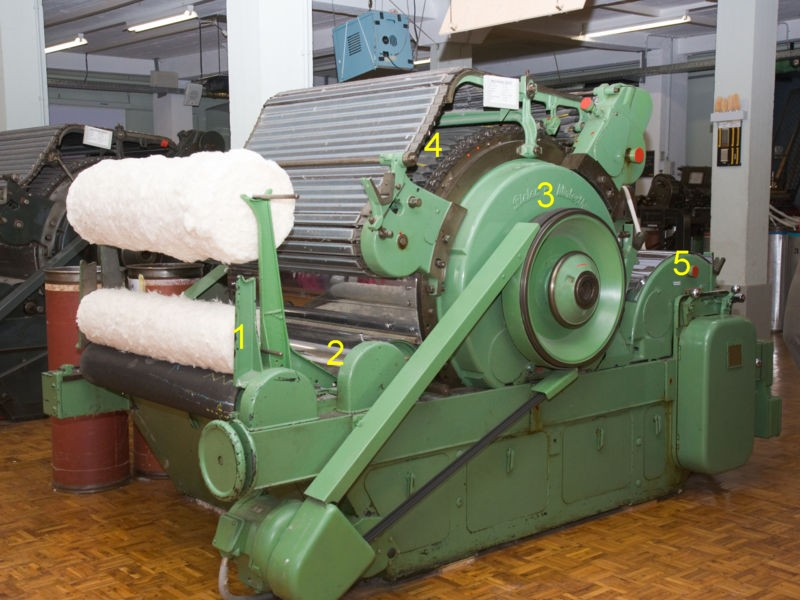
Mykací stroj z roku 1939: (1) rouno, (2) rozvolňovací válec, (3) hlavní buben, (4) víčka, (5) snímací válec.

Shluky vláken se zachycují na víčkách až do úplného rozvolnění, zbylé smotky a nečistoty (cca 2 % materiálu) se pak odstraňují z víček, jakmile se dostanou mimo pracovní polohu. Na povrchu tamburu se vytváří tenká vrstva vláken, kterou přebírá a zhušťuje do pavučinky snímací válec (5) a výsledný produkt se pak přivádí ve formě pramene k dalšímu zpracování.
Rozvolnění materiálu až na jednotlivé vlákno je pro spřádání nezbytné. Při výrobě příze z vláken do délky 60 mm se k tomu účelu používají výhradně víčkové mykací stroje. Víčkové stroje jsou také zařazeny do agregátů na výrobu některých netkaných textilií.
Popsaný stroj vyráběl z přiváděného rouna z dlouhovlákenné bavlny za hodinu 2,5–3 kg mykaného pramene. Asi od 70. let 20. století se mykací stroje zásobují kontinuálně přes ústrojí zobrazeném na dalším snímku (viz vločkové podávání ). Mykací stroje stejného výrobce pracují podle firemních údajů z roku 2012 s výkonem až 280 kg/hod. (mykání umělých vláken).
Princip konstrukce je stejný jako před 70 lety, zvýšení výkonu se dosáhlo hlavně přesnějším a jemnějším provedením jednotlivých částí, zvětšením pracovní šířky (z cca 1 na 1,5 m) a pomocnými zařízeními na zvýšení účinku mykání.

## Válcové mykací stroje
Vlna a dlouhá umělá nebo i lýková vlákna vyžadují šetrnější rozvolňování. K vlastnímu mykání se proto namísto víček používá soustava válců opatřených mykacími povlaky. Přesto dochází při mykání ke značnému zkrácení vláken, např. u vlny se počítá průměrně s 30% (čím delší jsou vlákna tím větší je poměrné zkrácení).

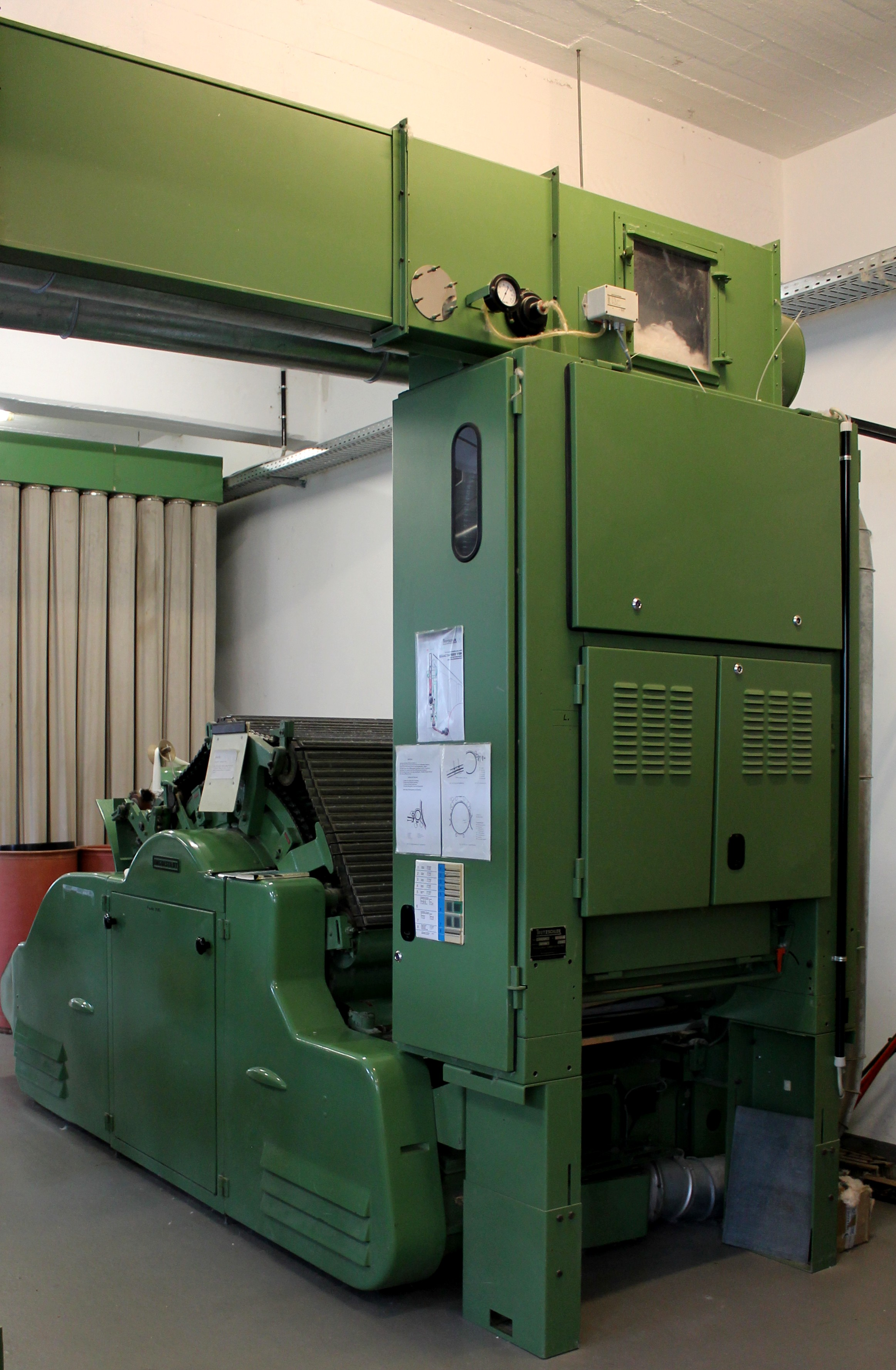
Mykací stroj s vločkovým podáváním (cca 1975)

Pracovní válec se otáčí stejným směrem cca stokrát pomaleji než tambur. Zachycuje nerozvolněné chomáčky vláken a přenáší je na obraceč, který je vrací na povlak tamburu.
Mykačky se vyrábí v pracovní šíři až 4 metry, stroje jsou sestaveny speciálně pro druh zpracovávaného materiálu.
- Mykání vlny pro česané příze (angl.: worsted) se provádí na soupravě s rozvolňovacím a odřepíkovacím ústrojím, jedním mykacím bubnem se 4-5 páry mykacích válců a snímacím válcem. Vlákna pak prochází průtahovým ústrojím a ve formě pramene se svinují do konve. Před mykáním se na vlákna nanáší cca 0,5 % olejové emulze. Stroje ze začátku 21. století mohou zpracovávat vlnu 21 µm s výkonem do 300 kg/hod. [9]

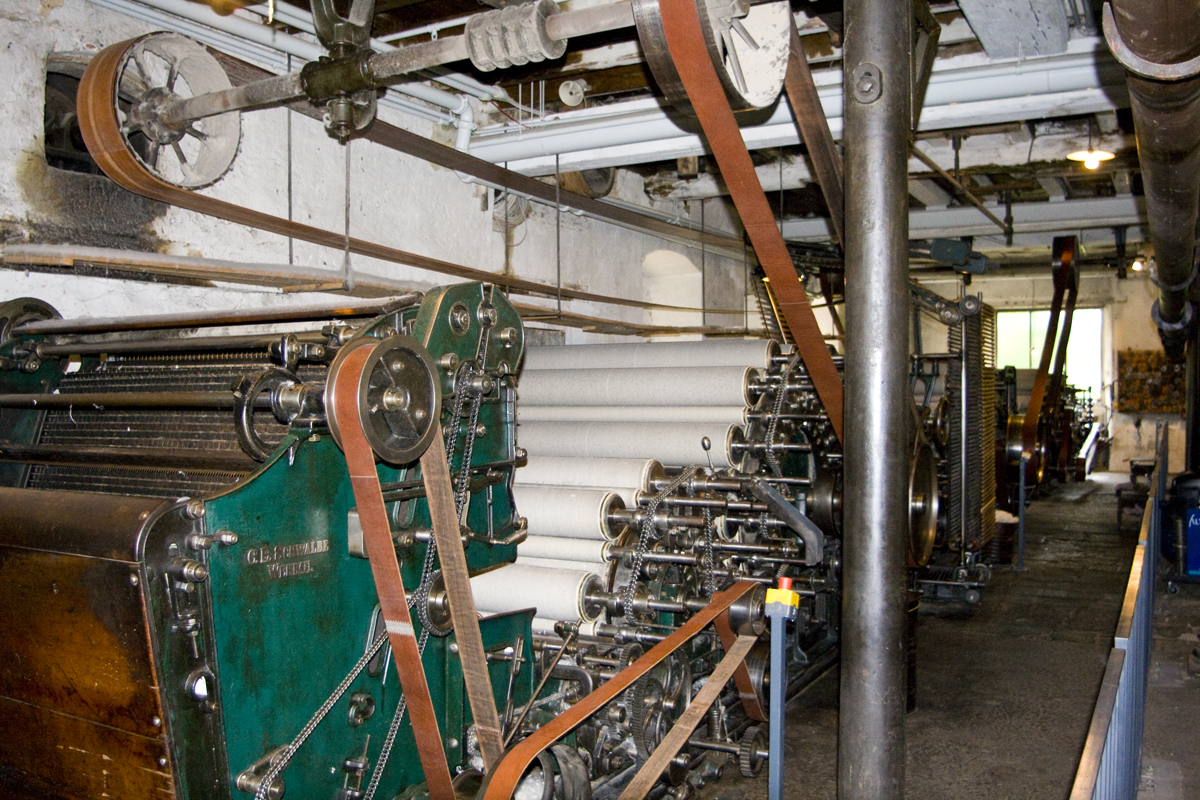
Třístrojové mykací složení

- Mykaná vlnařská příze (angl.: woolen) se vyrábí na agregátech, které zpravidla sestávají z předmykací („scribbler“) a vlastní mykací („carder“) sekce, každá se 2-3 bubny (obloženými po 4-5 párech mykacích válců) s příslušnými snímacími válci. Mezi sekcemi je zařízení k přenášení a příčnému ukládání vlákenné pavučinky. Mykací sekce je zakončena zařízením na výrobu přástu. Pavučinka z mykaných vláken se zde rozděluje na několik desítek pramínků, které se zaoblují pomocí kožených pásů a navíjí na válec. Vlákenný materiál se před mykáním mastí s 5-10 % olejové emulze. Odváděcí rychlost při pracovní šíři stroje do 3 m obnáší až 60 m/min. [10]

(Na snímku vpravo je třístrojové válcové mykací složení z poloviny minulého století. V popředí je podávací ústrojí, dále jsou vidět (světlé) pracovní válce většího průměru a (menší) obraceče na hlavním bubnu prvního stroje.)
- Pro zpracování koudele se používají mykací stroje s jedním bubnem s 8 páry mykacích válců a 2 snímači (ze kterých se odvádí pavučinka do společného protahovacího ústrojí).
- Jutová vlákna se mykají na soupravách s jedním nebo dvěma bubny
- Mykací stroje na netkané textilie (zpravidla z umělých vláken nebo textilních odpadů) se staví s pracovní šířkou cca do 4 m, většinou jako součást agregátu

- s 1 mykacím bubnem, ve spojení s proplétacím strojem
- se 2 bubny, k výrobě izotropního rouna („random card“), obzvlášť vhodného ke zpevňování rouna vstřikováním vody
- se 3 bubny rozdílných průměrů, s nasáváním rouna na perforovaný buben (airlaid).